# هيروكو ساكاي
هيروكو ساكاي (باليابانية: 坂井寛子؛ بالكانا: さかい ひろこ) هي لاعبة كرة لينة يابانية، ولدت في 3 نوفمبر 1978 في فوكوي في اليابان.

## وصلات خارجية
- هيروكو ساكاي على موقع أوليمبيديا (الإنجليزية)